# Ларионов, Леонид Васильевич
Леонид Васильевич Ларионов (10 июля 1882 — 6 февраля 1942, Ленинград) — русский морской офицер, капитан 1-го ранга, участник Цусимского сражения.

## Биография
Родился 10 июня 1882 года, в 1895—1901 годах учился в Морском кадетском корпусе, в 1901 г. плавал на крейсере «Африка», в 1902—1904 годах на минном крейсере «Абрек».
В марте 1904 года получил назначение вахтенным начальником и младшим штурманом на эскадренный броненосец «Орел», отправлявшийся в составе Второй Тихоокеанской эскадры на Дальний Восток. В апреле 1905 года произведён в лейтенанты. Во время Цусимского сражения 14—15 мая 1905 года находился в боевой рубке «Орла». Неоднократно ранен, в том числе тяжело в голову, в составе экипажа своего сильно повреждённого корабля попал в плен. Награждён орденами Св. Владимира 4-й степени с мечами и бантом и Св. Анны 3-й степени с мечами и бантом — в «воздаяние подвигов храбрости и самоотвержения», проявленных в бою 14 мая.
По возвращении из Японии работал несколько лет в Учёном отделе Главного морского штаба по научному разбору документов русско-японской войны. С 1914 по 1917 год капитан 1-го ранга Ларионов командовал яхтой морского министра «Нева» и состоял при Григоровиче офицером для особых поручений. Лояльно встретил Советскую власть, прослужив на Балтике до демобилизации после окончания Гражданской войны.
В 1924—1935 годах работал в учреждениях Академии наук СССР. С 1937 года — сотрудник Центрального Военно-морского музея в Ленинграде. Автор аналитических записок «О постройке, плавании и Цусимском бое на эскадренном броненосце „Орел“», множества трудов по истории русского флота. Один из инициаторов и активный участник сбора свидетельств очевидцев о Цусимском бое, помогавший А.C. Новикову-Прибою в работе над романом-эпопеей «Цусима». Создатель первой научной экспозиции ЦВМИ. Умер от истощения в блокаду.